# Vaitupu
Vaitupu – największy atol archipelagu Tuvalu o powierzchni 5,6 km². W 2002 roku na atolu mieszkało 1591 osób. Pierwsi Europejczycy odkryli Vaitupu w 1825 roku.
Na Vaitupu znajduje się jedna szkoła średnia (Motufoua Secondary School), jedna szkoła podstawowa (Tolise Pimary School) i dwa przedszkola (Vaimele Pre-School, Lasagafou Pre-School) (stan na 2014 rok).